# MEASAT-1
MEASAT-1 (noto anche come AFRICASAT-1) è stato il primo satellite artificiale malaysiano. "MEASAT" sta per "Malaysia East Asia Satellite".
Lanciato nel gennaio 1996, ha reso la Malaysia la 32ª Nazione ad aver lanciato un satellite in orbita e la decima dell'Asia.
Ciò è tuttavia avvenuto indirettamente, dal momento che nessuna agenzia o istituzione scientifica statale aveva progettato la messa in orbita, bensì la Binariang Sdn. Bhd., ovvero un ente privato (come già, ad esempio, nel caso del thailandese Thaicom-1, che era della Thaicom Public Company Limited).
Ciò nasceva in gran parte dall'esigenza di modernizzare le comunicazioni all'interno di un Paese già in grande trasformazione, ma ancora profondamente rurale. È stato così possibile fornire migliori servizi telefonici, maggior trasmissione di dati informatici (internet) e creare la tv satellitare nazionale Astro.
Nonostante la sua operatività fosse prevista per circa 12 anni, nel 2009 funzionava ancora; così, con l'aiuto del Boeing Satellite Development Center, fu ricollocato nell'orbita originale e destinato a fornire copertura all'Africa. Da ciò il nome "AFRICASAT-1".

## Storia
Nel 1993 il Primo Ministro malese Mahathir Mohamad concluse il monopolio di Stato sulle comunicazioni, confidando che i privati avrebbero aiutato a modernizzare più velocemente il Paese. Uno di questi fu il connazionale tycoon Ananda Krishnan, il quale subito fondò la Binariang Sdn. Bhd. company al fine di realizzare la rete satellitare nazionale. Già nel 1994 Binariang commissionò alla storica azienda statunitense Hughes Aircraft (la stessa del Thaicom-1 e di molti altri primi satelliti nazionali) due satelliti modello 376, MEASAT-1 E MEASAT-2 (quest'ultimo sarebbe stato lanciato nel novembre 1996).
Alla H.A. fu inoltre chiesto, nello stesso contratto, di realizzare il centro di controllo sull'isola Langkawi e di formarne il personale.
Per il lancio, la Binariang si rivolse all'azienda francese Arianespace SA, che già da anni offriva questo servizio (aveva, ad esempio, messo in orbita il Thaicom-1 nel 1993). La messa in orbita fu resa possibile grazie ad un razzo, lanciato dal Centre spatial guyanais, Ariane 4 (il quale congiuntamente portò anche lo statunitense Intelsat 3R).

## Caratteristiche tecniche
A differenza dei precedenti modelli 376 della H.A., MEASAT-1 e -2 avevano
- le celle solari in arseniuro di gallio anziché in silicio (e dunque 40% in più di potenza sul carico utile);
- antenne leggere dall'alto guadagno;
- propellente liquido più efficiente per il mantenimento nell'orbita geostazionaria scelta ( 91.5 gradi est) e le altre manovre necessarie.

MEASAT-1 aveva 5 transponder che trasmettavano in banda Ku per il servizio direct-to-user, alimentati a 112W da tubi ad onda progressiva (MEASAT-2 ne aveva 12). Al servizio locale malesiano provvedevano 12 transponder in banda C, alimentati a 12W da amplificatori a stato solido.
Al lancio pesava 1.450kg.